# Cimbrophlebia
Cimbrophlebia es un género extinto de insectos mecópteros de la familia Cimbrophlebiidae encontrándose fósiles del Eoceno en Canadá, Estados Unidos y Dinamarca y del Cretáceo en China.

## Especies
El género comprende las siguientes especies:
- Cimbrophlebia bittaciformis Willmann, 1977 (especie tipo, Eoceno de Dinamarca)
- Cimbrophlebia brooksi Archibald 2009 (Eoceno de los Estados Unidos)
- Cimbrophlebia flabelliformis Archibald 2009 (Eoceno de Canadá)
- Cimbrophlebia leahyi Archibald 2009 (Eoceno de Canadá)
- Cimbrophlebia rara Wang et al. 2014 (Cretáceo de China)
- Cimbrophlebia westae Archibald 2009 (Eoceno de los Estados Unidos)